# Dorfkirche Bischdorf (Lübbenau)

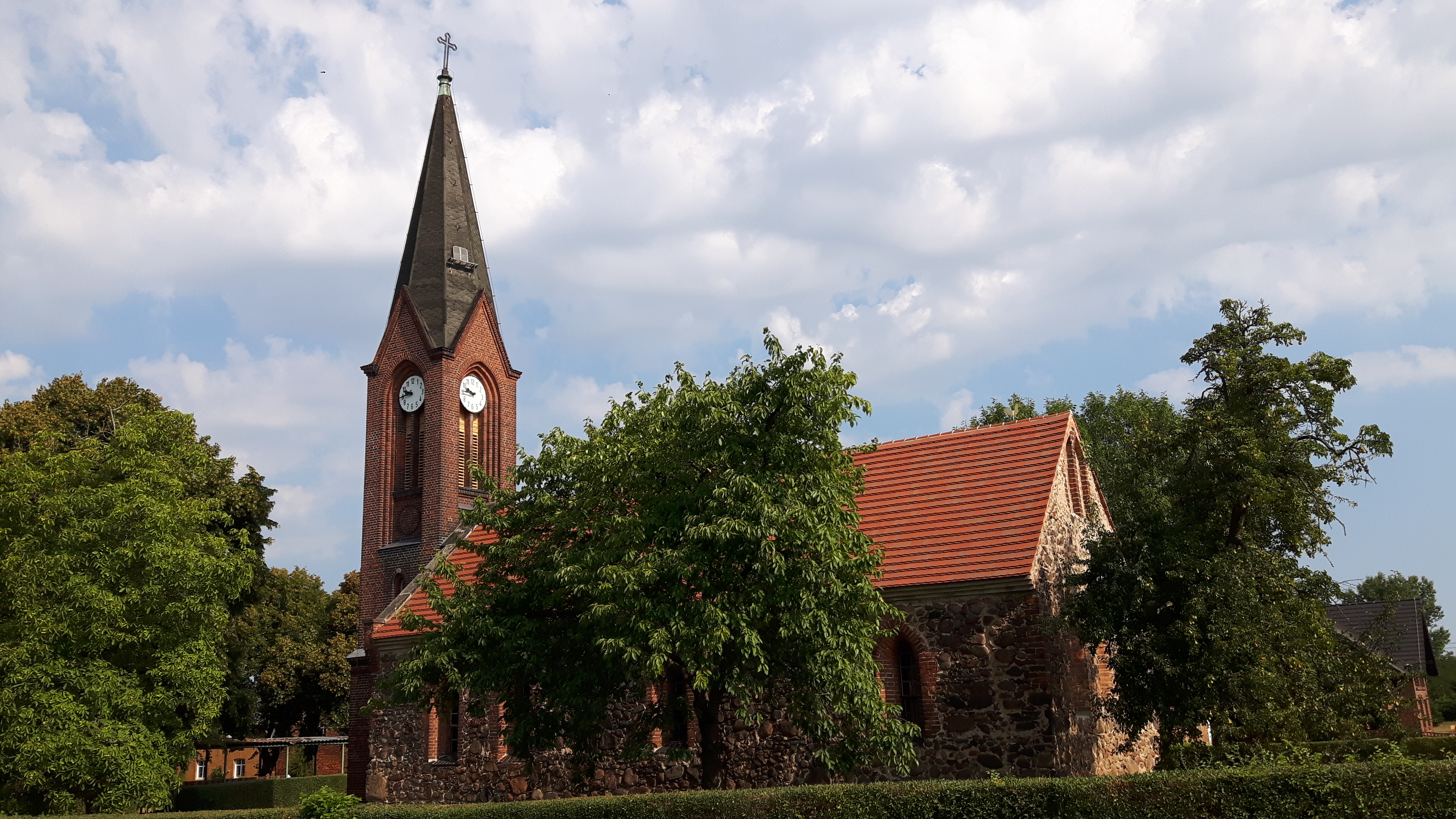
Dorfkirche Bischdorf

Die evangelische Dorfkirche Bischdorf ist ein denkmalgeschütztes Kirchengebäude in Bischdorf, einem Ortsteil der Stadt Lübbenau/Spreewald im Landkreis Oberspreewald-Lausitz in Brandenburg. Die Kirchengemeinde gehört zum Kirchenkreis Niederlausitz der Evangelischen Kirche Berlin-Brandenburg-schlesische Oberlausitz.

## Lage
Die Dorfkirche Bischdorf befindet sich auf dem Dorfanger im Zentrum von Bischdorf zwischen der Bischdorfer Hauptstraße und der Bischdorfer Dorfstraße.

## Architektur und Geschichte
Die Bischdorfer Kirche wurde vermutlich noch gegen Ende des 13. Jahrhunderts errichtet. Ursprünglich war sie eine Filialkirche zu Schönfeld, im 19. Jahrhundert wurde sie dann der näher gelegenen Dorfkirche Kalkwitz
unterstellt. Bei dem Gebäude handelt es sich um einen Saalbau aus Feldstein im gotischen Stil. 1881 wurde der alte, marode Kirchturm durch den heutigen Uhrturm ersetzt. Dabei wurde auch das Satteldach der Kirche angehoben. Etwa zwischen 1895 und 1900 wurde die Kirche tiefgreifend umgebaut. Die Fenster wurden bis auf die drei westlichen Lanzetten ebenfalls verändert.
In ihrem Inneren verfügt die Kirche über eine Bretterdecke und eine Westempore, auf der sich die Orgel befindet. Nachdem die Kirche während des Zweiten Weltkriegs stark beschädigt worden war, wurde die Kirche im Jahr 1947 durch Paul Thol neu ausgemalt, die biblischen Motive sind an die der Dorfkirche Bronkow angelehnt.

## Ausstattung
Die Kirche verfügt über einen Ädikulaaltar aus dem Jahr 1713. Im Hauptfeld befindet sich ein plastisches Kruzifix vor einer aufgemalten Landschaft. An den Seiten ist der Altar mit vegetabilem Dekor geschmückt. 2005 wurde der Altar restauriert. Des Weiteren befindet sich in der Kirche eine mit dem Pfarrstuhl verbundene Kanzel aus dem Jahr 1712 mit Malereien der Evangelisten, die Motive wurden im 19. Jahrhundert erneuert. Die Taufe der Kirche stammt aus dem 18. Jahrhundert, diese verfügt über verschiedene Schnitzereien und steht auf einem Baluster mit drei Akanthusfüßen und runder Kuppa. Die Orgel der Kirche stammt aus der Zeit des Umbaus gegen Ende des 19. Jahrhunderts.